# Amphisternus gerstaeckeri
Amphisternus gerstaeckeri es una especie de coleóptero de la familia Endomychidae.

## Distribución geográfica
Habita en Borneo (Asia).